# The Essential Lou Reed
The Essential Lou Reed je kompilační album Lou Reeda. Jedná se o dvojalbum vydané 13. září 2011 u RCA Records. Na albu jsou sólové skladby Lou Reeda i skladby od skupiny The Velvet Underground, které byl v letech 1965-1970 členem.

## Seznam skladeb
| Disk 1 | Disk 1                        | Disk 1       | Disk 1 |
| Pořadí | Název                         | Autor        | Délka  |
| ------ | ----------------------------- | ------------ | ------ |
| 1.     | Who Am I? (Tripitena's Song)  | Reed         | 5:33   |
| 2.     | Sweet Jane                    | Reed         | 3:01   |
| 3.     | Rock & Roll                   | Reed         | 4:40   |
| 4.     | I'm Waiting for the Man       | Reed         | 4:36   |
| 5.     | White Light/White Heat        | Reed         | 5:00   |
| 6.     | Street Hassle                 | Reed         | 11:00  |
| 7.     | Berlin                        | Reed         | 3:23   |
| 8.     | Caroline Says II              | Reed         | 4:12   |
| 9.     | The Kids                      | Reed         | 7:49   |
| 10.    | Walk on the Wild Side         | Reed         | 4:11   |
| 11.    | Kill Your Sons                | Reed         | 4:08   |
| 12.    | Vicious                       | Reed         | 2:57   |
| 13.    | The Blue Mask                 | Reed         | 2:46   |
| 14.    | I'll Be Your Mirror           | Reed         | 2:46   |
| 15.    | Magic and Loss: The Summation | Reed, Rathke | 6:35   |
| 16.    | Ecstacy                       | Reed         | 4:27   |

| Disk 2         | Disk 2            | Disk 2         | Disk 2 |
| Pořadí         | Název             | Autor          | Délka  |
| -------------- | ----------------- | -------------- | ------ |
| 1.             | I Wanna Be Black  | Reed           | 6:29   |
| 2.             | Temporary Thing   | Reed           | 5:14   |
| 3.             | Shooting Star     | Reed           | 3:12   |
| 4.             | Legendary Hearts  | Reed           | 3:05   |
| 5.             | Heroin            | Reed           | 8:22   |
| 6.             | Coney Island Baby | Reed           | 6:36   |
| 7.             | The Last Shot     | Reed           | 3:20   |
| 8.             | The Bells         | Reed, Fogel    | 9:20   |
| 9.             | Perfect Day       | Reed           | 3:43   |
| 10.            | Sally Can't Dance | Reed           | 2:55   |
| 11.            | Satellite of Love | Reed           | 3:37   |
| 12.            | NYC Man           | Reed           | 4:55   |
| 13.            | Dirty Blvd.       | Reed           | 3:30   |
| 14.            | Rock Minuet       | Reed           | 6:56   |
| 15.            | Pale Blue Eyes    | Reed           | 5:38   |
| Celková délka: | Celková délka:    | Celková délka: | 156:12 |